# ماريا باش (ملحنة)
ماريا باش (بالألمانية: Maria Bach)‏ هي ملحنة ورسامة نمساوية، ولدت في 1 مارس 1896 في فيينا في النمسا، وتوفي بنفس المكان في 26 فبراير 1978.

## وصلات خارجية
- ماريا باش على موقع ميوزك برينز (الإنجليزية)